# Dener
Dener, właśc. Dener Augusto de Souza (ur. 2 kwietnia 1971 w São Paulo, zm. 19 kwietnia 1994 w Rio de Janeiro) – piłkarz brazylijski, występujący podczas kariery na pozycji napastnika.

## Kariera klubowa
Maurício karierę piłkarską rozpoczął w klubie Portuguesie São Paulo w 1989. W Portuguesie 14 października 1989 w przegranym 1-2 meczu z Grêmio Porto Alegre Dener zadebiutował w lidze brazylijskiej. Wiosną 1993 był wypożyczony do Grêmio Porto Alegre. Z Grêmio zdobył mistrzostwo stanu Rio Grande do Sul – Campeonato Gaúcho w 1993 roku.
W Portuguesie 14 listopada 1993 wygranym 2-0 meczu z Remo Belém Dener po raz ostatni wystąpił w lidze. Ogółem w latach 1989–1993 w lidze brazylijskiej wystąpił w 47 meczach, w których strzelił 7 bramek. Wiosną 1994 był wypożyczony do CR Vasco da Gama. Karierę przerwała śmierć w wypadku samochodowym 19 kwietnia 1994.

## Kariera reprezentacyjna
Dener w reprezentacji Brazylii zadebiutował 27 marca 1991 w zremisowanym 3-3 towarzyskim meczu z reprezentacją Argentyny. Drugi i ostatni raz w reprezentacji wystąpił 28 maja 1991 w wygranym 3-0 meczu z reprezentacją Bułgarii.
| Mecze i gole w reprezentacji | Mecze i gole w reprezentacji | Mecze i gole w reprezentacji | Mecze i gole w reprezentacji | Mecze i gole w reprezentacji | Mecze i gole w reprezentacji | Mecze i gole w reprezentacji |
| #                            | Data                         | Miasto                       | Przeciwnik                   | Gol                          | Wynik                        | Rozgrywki                    |
| ---------------------------- | ---------------------------- | ---------------------------- | ---------------------------- | ---------------------------- | ---------------------------- | ---------------------------- |
| 1.                           | 27.03.1991                   | Buenos Aires                 | Argentyna                    |                              | 3:3                          | towarzyski                   |
| 2.                           | 28.05.1991                   | Uberlândia                   | Bułgaria                     |                              | 3:0                          | towarzyski                   |